# Епіфаній (митрополит Київський)
Митрополи́т Епіфа́ній (у миру Думе́нко Сергій Петрович; нар. 3 лютого 1979, село Вовкове, Одеська область) — митрополит Київський і всієї України, предстоятель Православної церкви України з 15 грудня 2018 року, голова Управління зовнішньоцерковних зв'язків ПЦУ.
Доктор наук з богослів'я, професор, колишній митрополит Переяславський і Білоцерківський Української православної церкви Київського патріархату та намісник патріарха Філарета, ректор та професор кафедри біблійних і філологічних дисциплін Київської православної богословської академії, постійний член Священного синоду та голова Синодального управління у справах духовної освіти УПЦ КП, член Вищої церковної ради УПЦ КП, намісник Свято-Михайлівського Видубицького чоловічого монастиря міста Києва, член Національної спілки журналістів України та Міжнародної федерації журналістів.

## Біографія

### Освіта
Дитинство та шкільні роки пройшли в селі Стара Жадова Сторожинецького району Чернівецької області. 1996 року закінчив Старожадівську середню школу І—III ступенів.
1996 року вступив на навчання до Київської духовної семінарії, яку закінчив 1999 року за першим розрядом. У тому ж 1999 році вступив до Київської духовної академії, яку закінчив у 2003 році. Після успішного захисту кандидатської дисертації на кафедрі церковного права з темою «Формування церковно-канонічних збірників у Донікейський період та їхня характеристика» вченою радою Київської духовної академії присвоєно науковий ступінь кандидата богословських наук.
2006—2007 — стажування в Афінському національному університеті на Філософському факультеті (Греція).
30 серпня 2012 року після успішного захисту докторської дисертації на тему «Вчення Православної Церкви про спасіння в контексті неперервності святоотцівського передання» рішенням спеціалізованої вченої ради Київської православної богословської академії присвоєно науковий ступінь доктора богословських наук.
Є почесним доктором НПУ ім. М. П. Драгоманова, Львівського національного аграрного університету, Острозької академії, Національного університету біоресурсів і природокористування, Київського університету права, Університету Короля Данила, Національного авіаційного університету та Ужгородського національного університету, а також почесним професором Західноукраїнського національного університету та Ужгородської української богословської академії.

### Служіння в УПЦ КП
З 1 липня 2003 по 31 грудня 2005 року обіймав посаду секретаря-референта Рівненського єпархіального управління та особистого секретаря митрополита Рівненського і Острозького Даниїла. З 26 серпня 2003 по 31 грудня 2005 року — викладач Рівненської духовної семінарії, а також обіймав посаду старшого помічника інспектора.
2005 року — обіймав посаду прессекретаря Рівненського єпархіального управління.
У 2003—2005 роках — редактор інтернет-проєкту «Рівне Православне» офіційного сайту Рівненської єпархії та член редколегії церковно-релігійної газети «Духовна нива» офіційного друкованого органу Рівненської єпархії.
8 грудня 2005 року прийнятий до Національної спілки журналістів України.
З 2006 року став викладачем грецької мови у Київській православній богословській академії та послушником Свято-Михайлівського Золотоверхого монастиря.
З нового навчального 2007 року прийнятий на посаду викладача Київської православної богословської академії, а також призначений завідувачем кафедри філології цього навчального закладу.

Моменти постригу у ченці Сергія Думенка (майбутнього митрополита Київського та всієї України)

З благословення патріарха Філарета 21 грудня 2007 року архієпископом Переяслав-Хмельницьким Димитрієм у Михайлівському Золотоверхому монастирі пострижений у чернецтво з іменем Епіфаній — на честь святителя Епіфанія Кіпрського.
У цей час був адміністратором православного вебпорталу «ЛОГОС» та вебсайту Свято-Михайлівського Золотоверхого монастиря.
6 січня 2008 року в Свято-Володимирському кафедральному патріаршому соборі міста Києва патріарх Філарет висвятив його в сан ієродиякона, а 20 січня 2008 року в сан ієромонаха.
25 січня 2008 року згідно з Указом призначений секретарем патріарха Київського і всієї Руси-України Філарета.
16 березня 2008 року в Неділю Православ'я за Божественною Літургією у Володимирському кафедральному патріаршому соборі Святійшим Патріархом Київським і всієї Руси-України піднесений у сан архімандрита.
20 березня 2008 року призначений намісником Свято-Михайлівського Видубицького чоловічого монастиря міста Києва.
30 травня 2008 року призначений керуючим справами Київської Патріархії.
7 жовтня 2008 року присвоєне звання доцента Київської православної богословської академії.
21 жовтня 2009 року Священним Синодом УПЦ КП (Журнал засідання № 20) обраний на єпископа Вишгородського, вікарія Київської єпархії.
15 листопада 2009 року відбулася його архієрейська хіротонія. Чин звершив Патріарх Київський і всієї Руси-України Філарет у співслужінні митрополита Переяслав-Хмельницького і Бориспільського Димитрія, архієпископів Білоцерківського Олександра та Луцького і Волинського Михаїла, а також єпископів Харківського і Богодухівського Лаврентія, Вінницького і Брацлавського Онуфрія, Чернігівського і Ніжинського Іларіона, Васильківського Євстратія.
Рішенням Священного Синоду УПЦ КП від 27 липня 2010 року призначений ректором Київської православної богословської академії; керуючим Переяслав-Хмельницькою єпархією, постійним членом Священного Синоду УПЦ Київського патріархату.
17 березня 2011 року рішенням Священного Синоду призначений головою Редакційного комітету.
17 листопада 2011 року присвоєне вчене звання професора Київської православної богословської академії.
23 січня 2012 року Указом Святійшого Патріарха Київського і всієї Руси-України Філарета піднесений у сан архієпископа.
Рішенням Архієрейського собору УПЦ КП від 28 червня 2013 року піднесений у сан митрополита Переяслав-Хмельницького і Білоцерківського та призначений Патріаршим намісником з правами єпархіального архієрея.
Рішенням Священного Синоду УПЦ КП від 13 грудня 2017 року (Журнал засідання № 38) має титул митрополит Переяславський і Білоцерківський.
24 жовтня 2017 року в залі засідань вченої ради Київської Православної Богословської Академії розпочалась робоча зустріч викладачів КПБА та військових священників (капеланів) під головуванням митрополита Переяслав-Хмельницького і Білоцерківського Епіфанія та Голови Синодального управління військового духовенства УПЦ Київського Патріархату митрополита Іоана з представниками Збройних сил України, Національної гвардії України, Державної прикордонної служби України та військовими психологами з метою формування методичних рекомендацій для роботи військових священників (капеланів), що перебувають на штатних посадах в відповідних відомствах з військовослужбовцями.
13 грудня 2018 року обраний кандидатом на пост предстоятеля єдиної Української православної церкви.

### Перший предстоятель Православної церкви України

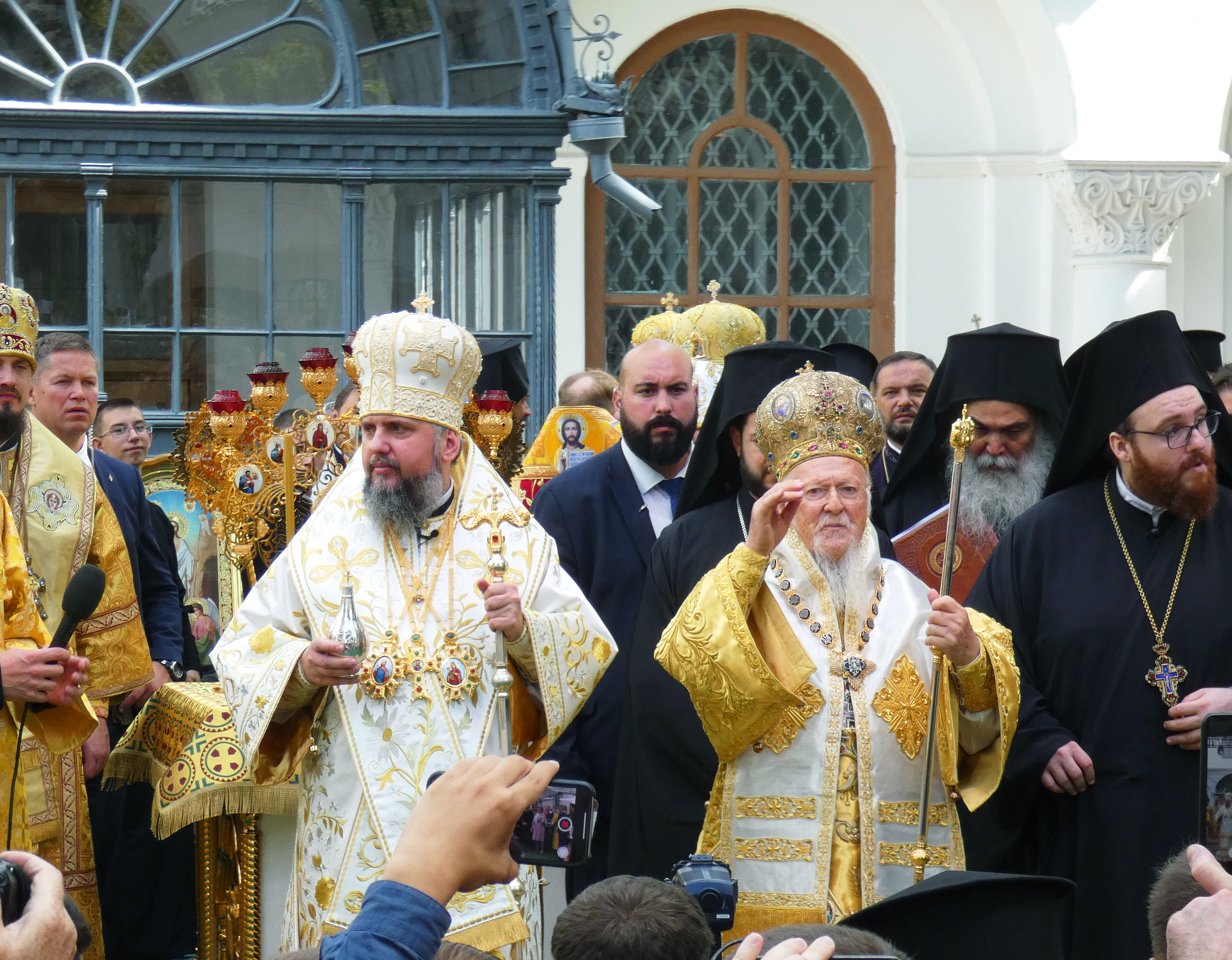
Предстоятель ПЦУ Епіфаній із Вселенським патріархом Варфоломієм І під час літургії. Софія Київська, 2021

15 грудня 2018 на Об'єднавчому соборі в Софійському соборі був обраний митрополитом Київським і Всієї України, першим главою Православної церкви України.
3 лютого 2019 року відбулася інтронізація митрополита Епіфанія на посаду предстоятеля ПЦУ. Призначення дати інтронізації Епіфанієм пояснюється тим, що за православними канонами посаду Митрополита не може обіймати чоловік, якому немає 40 років, а 3 лютого у Епіфанія День Народження і 3 лютого 2019 року Епіфанію виповнилося рівно 40 років.
6 січня 2019 року в місті Стамбулі з рук Вселенського патріарха Варфоломія I отримав Томос про автокефалію Православної церкви України.
26 лютого 2019 року митрополит Епіфаній у спеціальній заяві про розширення релігійних переслідувань на окупованих територіях Донбасу поінформував про наміри окупаційної влади Донецька конфіскувати всі храми ПЦУ на окупованій території.
21 березня 2019 р у приміщенні Адміністрації Президента України взяв участь у зустрічі Президента України Петра Порошенка з членами Всеукраїнської Ради Церков і релігійних організацій.
У квітні 2019 висловився на підтримку закону про українську мову.
У травні 2019 Зеленський запропонував Епіфанію взяти участь у записі відеозвернення до жителів Донбасу й Криму. Митрополит відмовив через те, що таке звернення можуть трактувати, як заклик до перемовин із терористами, окрім того, спільна участь у зверненні разом з Філаретом могла призвести до різночитань щодо того, хто головний в ПЦУ.
10 червня 2019 року прибув до Стамбулу, щоб привітати Вселенського Патріарха Варфоломія з Днем тезоіменитства. Митрополита супроводжував архієпископ Чернігівський Євстратій та делегація Православної Церкви України. У храмі монастиря «Живоносне джерело» відбулася вечірня, під час якої молилися Вселенський Патріарх Варфоломій, Архієпископ Афінський і всієї Еллади Ієронім та Митрополит Київський і всієї України Епіфаній, ієрархи помісних Церков. Після вечірні Митрополит Епіфаній виголосив коротке вітальне слово до Вселенського Патріарха, а також привітав Архієпископа Ієроніма та подарував йому пам‘ятну панагію на честь своєї інтронізації. Також Митрополит Епіфаній відслужив літію біля гробниць спочилих Патріархів, що знаходяться в монастирі.
24 червня 2019 року зустрівся з п'ятим Президентом України Порошенком і політологом Ростиславом Павленком. Вони обговорили релігійну та міжконфесійну ситуацію в Україні, процес визнання Православної церкви України іншими помісними православними церквами.
21 серпня 2020 року на Михайлівській площі в Києві митрополит Епіфаній освятив оновлену Стіну пам'яті Героїв. 29 серпня, у День пам'яті захисників України, вшанував полеглих українських військовослужбовців.
12 жовтня у Дніпровському районі Києва біля храму преподобних Антонія і Феодосія Печерських освятив пам'ятний хрест і стіну пам'яті полеглих у російсько-українській війні.

#### Візит до Імбросу
13 серпня 2021 року митрополит Епіфаній прибув на острів Імброс де відслужив літургію спільно із Вселенським патріархом Варфоломієм у співслужінні Александрійського патріарха Феодора ІІ, єрархів Грецької та Кіпрської Православних Церков. По завершенню богослужіння патріарх Варфоломій у Митрополичому храмі Успіння Богородиці сказав слово з нагоди 60-ї річниці своєї дияконської хіротонії. Предстоятель ПЦУ митрополит Київський і всієї України Епіфаній привітав патріарха Варфоломія із цим ювілеєм.

#### Візит Вселенського патріарха в Україну
20-24 серпня 2021 р. супроводжував Вселенського патріарха Варфоломія, під час його візиту в Україну. 24 серпня митрополит Епіфаній взяв участь в урочистостях з нагоди 30-ї річниці з Дня незалежності України. На урочистостях був патріарх Варфоломій та очільник УПЦ (МП) Онуфрій.

#### Конфлікт між Філаретом та Епіфанієм
Протягом перших п'яти місяців митрополит Епіфаній проводив достатньо самостійну політику. Про певні непорозуміння між Філаретом та Епіфанієм деякі ЗМІ почали писати майже відразу після надання Томосу про автокефалію. Вже у травні 2019 року, після президентських виборів конфлікт між Почесним Патріархом Філаретом та Митрополитом Епіфанієм виплеснувся у публічну площину. 9 травня Філарет заявив, що УПЦ Київського Патріархату досі існує, хоча у Міністерстві культурі 10 травня підтвердили, що Українська Православна Церква Київського Патріархату припинила своє існування, коли увійшла до Православної церкви України. Також Філарет продовжував називати себе патріархом Київським і всієї Руси й навіть роздавав нагороди та розсилав документи на бланках УПЦ КП. 14 травня Почесний Патріарх Філарет запросив у Володимирський собор архієреїв на традиційне для УПЦ КП молитовне святкування на честь священномученика Макарія. Однак, до нього приїхали лише 4 єпископи з понад 60-ти. У той же час, на літургії Філарет пом'янув в диптиху предстоятелів помісних православних церков митрополита Київського і всієї України Епіфанія.
Філарет стверджує, що при переговорах про створення Єдиної помісної православної церкви президент Петро Порошенко вмовив його зняти свою кандидатуру, але пообіцяв негласне керівництво. За його словами, на архієрейському соборі було вирішено, що він буде керувати ПЦУ виключно всередині, а Епіфаній представлятиме її на міжнародній арені. Філарет розповів, що при підготовці та підписанні Томосу було укладено усну угоду, яку не можна порушувати, однак Епіфаній керує сам і нібито вирішив відправити його у відставку.
«Ми шануємо Святійшого Патріарха Філарета, але не підтримуємо думок, які він висловив останніми днями… Всі повинні чітко зрозуміти, що до початку Об'єднавчого Собору такі структури як Українська Православна Церква Київського Патріархату та Українська Автокефальна Православна Церква були розпущені», — сказав митрополит Епіфаній 14 травня 2019 р. в Маріуполі.
24 травня Філарет заявив, що не підтримує частину положень Томосу, зокрема про те, що українська церква має керувати тільки православними українцями, які знаходяться на території України. Він також не погоджується з іншим пунктом Томосу — щодо мира. На його думку, «якщо ми миро повинні отримувати з Константинополя, зі Стамбула, то значить, ми залежні». Третім суперечливим пунктом Томосу, за його словами, є те, що якщо виникають конфліктні ситуації в ПЦУ, то їх вирішує Константинопольський патріархат. Водночас Філарет заперечував виникнення нового розколу у церкві. «Розколу немає, тільки різний підхід. Одні хочуть зберегти Київський патріархат, а інші хочуть знищити його. У нас не розкол. Є розбіжності у питаннях будівництва Української православної церкви», — підсумував Почесний Патріарх.
Того ж дня Православна церква України на засіданні Синоду висловила «повну підтримку Предстоятелю, Блаженнішому Епіфанію, Митрополиту Київському та всієї України». «Синодом було засвідчено, що у своєму житті та діяльності Помісна Українська Православна Церква (Православна Церква України) керується Священним Писанням та Переданням, канонами Православної Церкви, власним Статутом, ухваленим Об'єднавчим Собором 15 грудня 2018 року та відповідно зареєстрованим державою, Патріаршим та Синодальним Томосом про автокефалію від 6 січня 2019 року, рішеннями власних статутних органів», — йдеться у тексті. Але після засідання Синоду Філарет продовжував критикувати Епіфанія та запідозрив його у тому, що той зазнав впливу «антиукраїнських, московських сил». Представник Константинополя Еммануїл відповів, що «всі звинувачення про те, що предстоятеля Епіфанія оточують якісь проросійські сили — це міф». Зранку, 25 травня Філарет відвідав Михайлівський монастир, де відбулась літургія на честь святителя Епіфанія. На цю подію він не одягнув патріарший кукіль. У присутності ієрархів церкви, а також представника Константинополя Філарет привітав Епіфанія і побажав йому Божої допомоги. Філарет також відзначив важливість збереження єдності та подякував Вселенському патріарху Варфоломію за допомогу у створенні помісної церкви.
29 травня Епіфаній підписав указ, у якому документи УПЦ КП після 30 січня 2019 р. визнаються недійсними і не підлягають виконанню в ПЦУ. Цим же указом Епіфаній прийняв у своє особисте підпорядкування парафію Покрова Пресвятої Богородиці в Солом'янському районі Києва, настоятелем якого є протоієрей О. Трофимлюк. Днем раніше Філарет видав указ від імені патріарха Київського і всієї Руси-України про заборону служити в храмі протоієрею Трофимлюку, який є ректором Київської православної богословської академії та соратником Епіфанія.
15 червня Митрополит Епіфаній повідомив, що після Об'єднавчого собору неодноразово зустрічався і шукав компроміс з почесним патріархом Філаретом, проте у відповідь чув тільки мову ультиматумів. Епіфаній заявив, що не може виконати умови, які йому поставив Філарет, оскільки відповідні рішення були прийняті колегіально. Зокрема, серед таких умов він назвав відновлення Київського патріархату і посади чинного патріарха, прийняття статуту Київського патріархату або скликання Синоду Київського патріархату.
20 червня у Володимирському соборі з ініціативи Філарета пройшло зібрання частини ієрархів, священників та мирян колишньої УПЦ КП, яке назвали «помісним собором». Головною метою цього собору було відродження Київського патріархату, який існуватиме окремо від автокефальної ПЦУ. На помісний собор УПЦ КП прибули всього кілька єпископів з понад 40, які раніше належали до неї. До Володимирського собору приїхали митрополит Білгородський і Обоянський Іоасаф (Шибаєв) та його вікарний єпископ Петро (Москальов). Відповідно до списку учасників також мав приїхати єпископ Фалештський і Східно-Молдовський Філарет (Панку) (в ПЦУ — єпископ Білгород-Дністровський), але він не прибув. Також на цю подію були запрошені настоятелі деяких монастирів. Під час собору Філарет заявив, що «Епіфаній — слуга Вселенського патріарха, а так звана ПЦУ служить інтересам греків». У ПЦУ відповіли, що Філарет не має права одноосібно збирати помісний собор, а всі організатори та учасники цих зборів будуть відділені від автокефальної церкви «з усіма канонічними та юридичними наслідками».
24 червня Священний Синод Православної Церкви України позбавив Філарета прав єпархіального архієрея. Також Синод скасував попереднє рішення від лютого 2019 року і підпорядкував митрополитові Київському і всієї України Епіфанію безпосередньо всі парафії та монастирі Києва, які до 15 грудня 2018 р. були підпорядковані УПЦ КП. Таке рішення пояснюють «невиконанням почесним патріархом Філаретом у відведений Священним синодом місячний термін попереднього рішення Синоду щодо подання на реєстрацію документів Київської єпархії… щодо прийняття їх у безпосереднє підпорядкування, як це і належить за канонічними правилами». У той же час, Філарет залишається у складі єпископату Православної церкви України.
5 серпня Філарет звинуватив митрополита Епіфанія в тому, що він разом із чиновниками Міністерства культури намагаються повністю знищити УПЦ Київського патріархату і ліквідувати Київську патріархію, а його нібито «викидають на вулицю». Також, за його словами, отриманий Україною Томос нічого не дав, а навпаки — узалежнив українську церкву від греків.

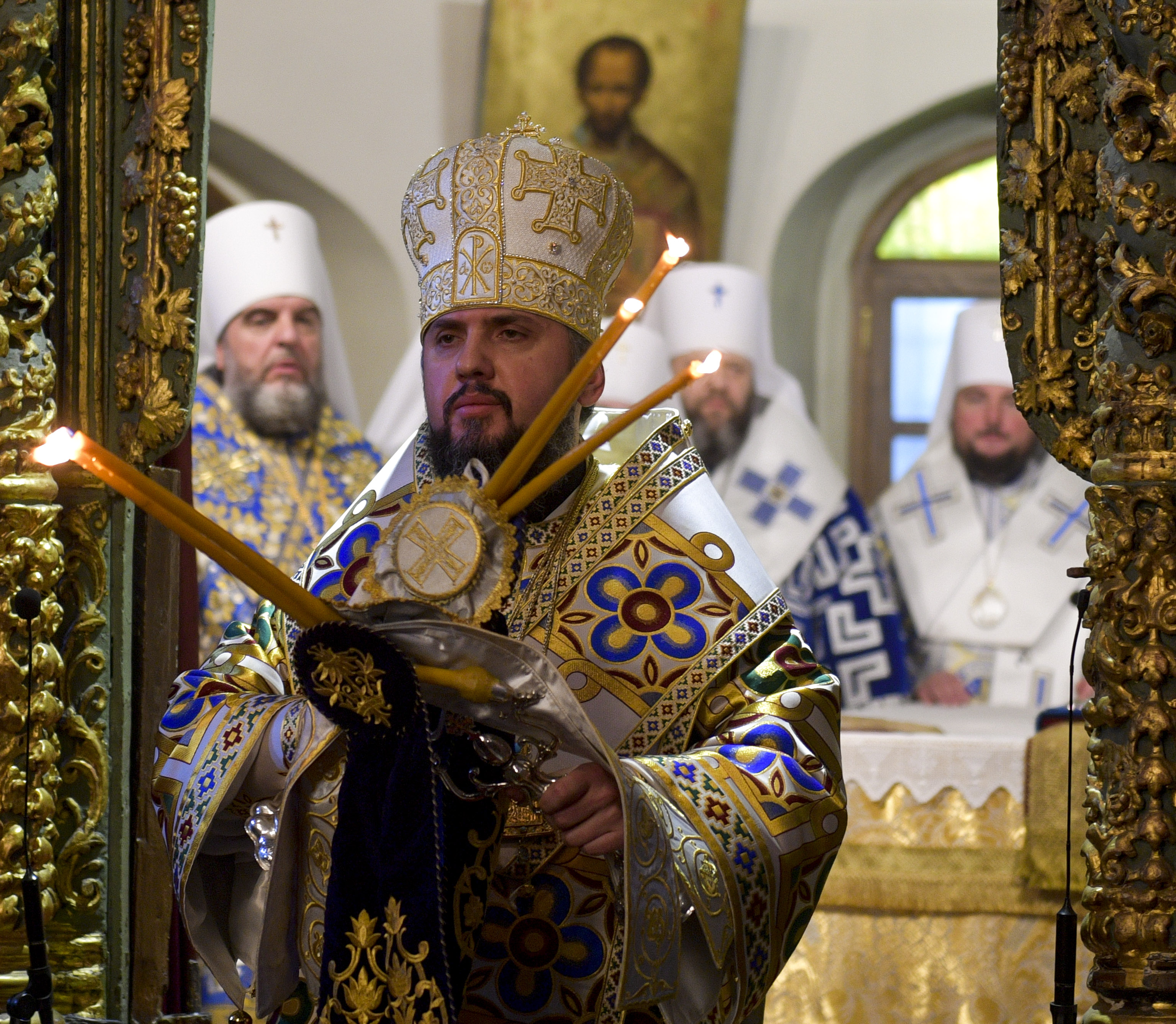
Митрополит Епіфаній перед інтронізацією 5 січня 2019 року

3 лютого 2020 року Епіфаній подякував за підтримку і жертовність митрополиту Макарію і закликав до примирення та участі в розбудові ПЦУ почесного патріарха Філарета. 25 травня Філарет привітав Епіфанія з Днем тезоімениства (днем янгола) та річницею інтронізації. Він побажав йому душевного і тілесного здоров'я.
У квітні 2021 року митрополит Епіфаній заявив, що почесний патріарх Філарет відкрито грає на боці РПЦ. «Він тиражує ті російські фейки щодо Томосу, щодо незалежності ПЦУ. Але це все не відповідає дійсності. В майбутньому ми здобудемо і статус патріархату, і будемо варити миро. Це не важливо. Важливо те, що ми маємо незалежність», — констатував Епіфаній.
30 січня 2023 року голова УПЦ КП Святійший Патріарх Філарет в інтерв'ю виданню «Апострофу» заявив, що Епіфаній немає з ним жодних контактів та уникає спілкування з ним. Він звинуватив Епіфанія у сильному бажанні привласнити собі майно Київської Патріархії.
Процес переходу парафій УПЦ (МП) до ПЦУ
28 липня під час брифінгу після хресної ходи з нагоди 1031-ї річниці хрещення Русі Епіфаній повідомив, що протягом пів року до Православної церкви України приєдналося більше ніж 500 парафій УПЦ (МП), хоча після президентських виборів 2019 р. процес пригальмував, але все одно він відбувається.
Впродовж вересня до ПЦУ офіційно приєдналося чотири релігійні громади на Сумщині, Закарпатті, Рівненщині та Вінниччині. Станом на 3 жовтня ПЦУ нараховувала 7 000 парафій. Станом на січень того ж року до ПЦУ перейшло ще 100 громад. Останніми до першої сотні на Водохрещини, 19 січня, до ПЦУ приєднались релігійні громади села Стуфчинці(Хмельницька область), села Головчинці (Хмельницька область) та міста Хмельницький (парафія на честь св. Іоанна Богослова).
16 грудня 2020 р. Епіфаній на Архієрейському соборі заявив, що Московський патріархат є «донькою» Української церкви і наразі знаходиться в Україні всупереч церковним канонам.
26 березня 2022 р. Епіфаній розповів про те, що ще десятки громад та кілька монастирів перейшли до ПЦУ. 29 березня митрополит повідомив про перехід 100 громад до ПЦУ.
24 червня того є року Епіфаній звернувся до голови уряду Дениса Шмигаля з проханням передати ПЦУ церкву у Києво-Печерській лаврі.
5 липня представники УПЦ (МП) та ПЦУ підписали «декларацію порозуміння». Так, представники духовенства визнали доцільність та необхідність конструктивного діалогу між двома гілкам українського православ'я, а також закликали своїх ієрархів розпочати офіційний діалог.
24 червня Митрополит Епіфаній закликав голову уряду Дениса Шмигаля вирішити питання щодо надання одного з храмів на території Верхньої Лаври для регулярних богослужінь Свято-Успенської Києво-Печерської Лаври. 2 грудня архієпископ Чернігівський і Ніжинський Євстратій (Зоря) у фейсбуці повідомив, що Києво-Печерську Лавру офіційно зареєстровано як монастир у складі ПЦУ.
1 грудня було зареєстровано статут Свято-Успенської Києво-Печерської Лаври (чоловічого монастиря) Православної Церкви України. 7 січна на Різдво голова ПЦУ вперше провів Богослужіння у Києво-Печерській Лаврі. 18 березня 2023 року Епіфаній заявив, що мовами служби в Лаврі буде українська та старослов'янська.
31 січня 2023 року Епіфаній заявив, що в ПЦУ вже 8 000 приходів.
Визнання ПЦУ іншими помісними церквами
15 липня 2019 р. Вселенський патріарх Варфоломій на зустрічі з українцями Стамбула пообіцяв, що Елладська (Грецька) православна церква — одна з найбільших помісних православних церков світу — «найближчим часом» визнає автокефальну Православну церкву України та вступить з нею у церковне спілкування. 12 жовтня Митрополит Київський і всієї України Епіфаній повідомив, що священний синод Елладської православної церкви підтримав відповідне рішення Вселенського патріархату. 24 жовтня Кіпрська церква визнала ПЦУ та Епіфанія. Вона стала третьою після Грецької церкви та Олександрійського патріархату, яка визнала ПЦУ.
20 листопада 2020 року Синод Кіпрської Православної Церкви підтримав рішення архиєпископа Хризостома визнати ПЦУ. За таке рішення проголосували 10 представників Синоду ПЦК і проти — 7. Місяцем раніше предстоятель ПЦК Хризост ІІ під час літургії оголосив про визнання автокефалії ПЦУ. таким чином, станом на кінець 2020 року ПЦУ визнали вже Православна церква Кіпру, Вселенський патріархат, Церкви Греції і Олександрійського патріархату.
Календарна реформа
Після офіційного вторгнення російських військ в Україну, митрополит Епіфаній анонсував календарну реформу, яка передбачає перехід святкування Різдва Христового з 7 січня на 25 грудня. Епіфаній наголосив, що календарна реформа відбудеться «без примусу, поступово і усвідомлено». У ПЦУ зауважують, що календарне питання постало внаслідок російської агресії і нині юліанський календар сприймається як повязаний з російською культурою.
24 травня Архиєрейський собор ПЦУ схвалив перехід на новоюліанський календар з 1 вересня 2023 року. Одночасно, з ПЦУ на новоюліанський календар перейшла УГКЦ.
Православна Церква України офіційно затвердила перехід на новоюліанский календар під час Помісного Собору 27 липня перед річницею Хрещення Русі. Відтак, Різдво прихожани ПЦУ святкуватимуть 25 грудня, Покрову - 1 жовтня, Водохреще - 6 січня, День Святого Миколая - 6 грудня. Водночас, парафії та монастирі, які бажають дотримуватись старої традиції матимуть таку можливість.
За словами Епіфанія, абсолютна більшість громад та вірних ПЦУ - більше 90% - послідували історичній реформі церковного календаря.
Відхід від старих традицій
8 січня 2024 року Митрополит Епіфаній, спілкуючись із журналістом, заяив, що ПЦУ відходить від «рабської» традиції цілувати священикам руки під час богослужіння, і панові кланятися, на його думку, теж не треба.

## Звершені хіротонії
Хіротонії, в яких Епіфаній брав участь, як архієрей УПЦ КП
1. Симеон (Зінкевич), єпископ Дніпропетровський і Павлоградський (21 листопада 2009, зараз архієпископ Дніпровський і Січеславський)[80]
2. Тихон (Петранюк), єпископ Луганський і Старобільський (22 листопада 2009, зараз архієпископ Тернопільський і Бучацький)[81]
3. Марк (Гринчевський), єпископ Чернівецький і Кіцманський (17 грудня 2009, зараз титулярний єпископ Дунаєвецький)[82]
4. Агапіт (Гуменюк), єпископ Вишгородський, вікарій Київської єпархії (8 серпня 2010, зараз архієпископ)[83]
5. Афанасій (Яворський), єпископ Конотопський, вікарій Сумської єпархії (21 серпня 2011, зараз архієпископ Одеський і Балтський)[84]
6. Юліан (Гатала), єпископ Городоцький, вікарій Львівської єпархії (19 лютого 2012, зараз єпископ Коломийський і Косівський)[85]
7. Митрофан (Бутинський), єпископ Харківський і Богодухівський (25 серпня 2013, зараз архієпископ Харківський і Слобожанський)[86]
8. Фотій (Давиденко), єпископ Запорізький і Мелітопольський (17 грудня 2014)[87]
9. Варсонофій (Руднік), єпископ Ужгородський і Закарпатський (25 січня 2015)[88]
10. Паїсій (Кухарчук), єпископ Житомирський і Овруцький (23 січня 2017)[89]
11. Павло (Юристий), єпископ Одеський і Балтський (28 січня 2018, зараз єпископ Хмельницький і Кам'янець-Подільський)[90]

Хіротонії, очолені предстоятелем ПЦУ Епіфанієм
1. Епіфаній (Дімітріу), єпископ Ольвійський, вікарій Київської єпархії (26 травня 2019)[91]
2. Никодим (Кулигін), єпископ Генічеський, вікарій Херсонської єпархії (4 грудня 2019, зараз єпископ Херсонський і Таврійський)[92]
3. Феогност (Бодоряк), єпископ Богородчанський, вікарій Івано-Франківсько-Галицької єпархії (13 лютого 2022)[93]
4. Антоній (Фірлей), єпископ Бориспільський, вікарій Київської єпархії (2 червня 2022, зараз єпископ Чернігівський і Ніжинський)[94]
5. Єфрем (Хом'як), єпископ Васильківський, вікарій Київської єпархії (26 лютого 2023)[95].
6. Авраамій (Лотиш), єпископ Бориспільський, вікарій Київської єпархії.

## Наукова і громадська діяльність

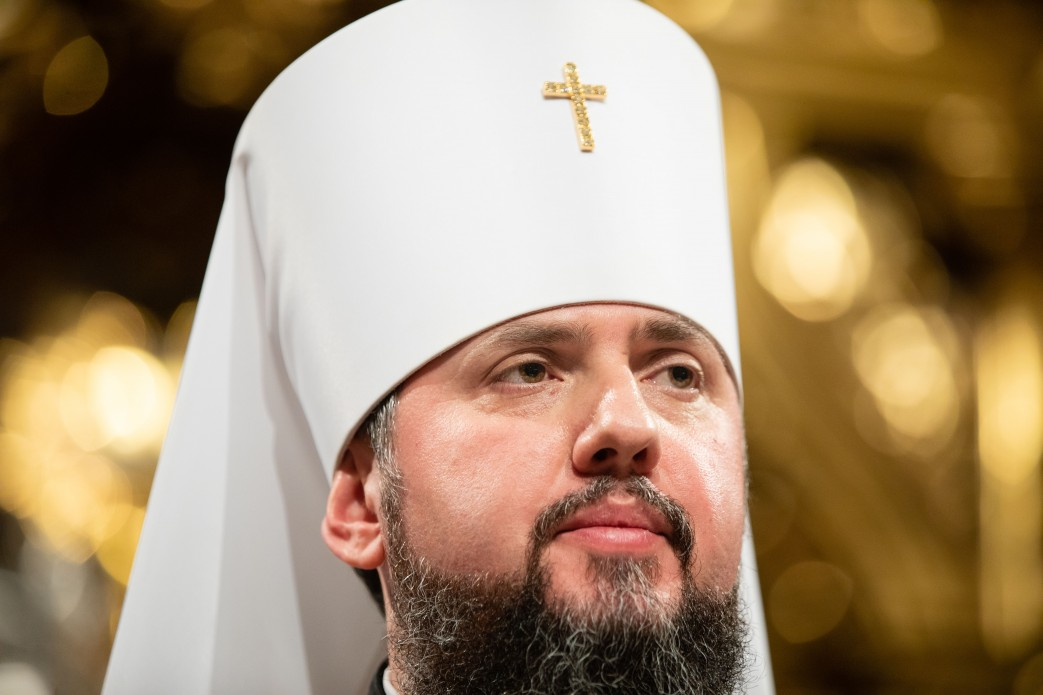
Митрополит в день обрання 15 грудня 2018

Митрополит Епіфаній є головою редакційної колегії наукових фахових видань «Труди Київської духовної академії» та «Богословський вісник Київської православної богословської академії», головою спеціалізованої вченої ради із правом прийняття до розгляду та проведення захисту дисертацій на здобуття наукового ступеня кандидата наук зі спеціальності богослів'я.
У науковому доробку митрополита Епіфанія понад 50 наукових публікацій, зокрема кілька монографій у царині православного богослів'я.
Митрополит Епіфаній є активним церковним і громадським діячем, бере участь у багатьох наукових і просвітницьких заходах, своїм служінням здійснив значний особистий внесок у розвиток української духовної освіти і науки та розбудову та зміцнення Української держави.

## Погляди
У грудні 2018, після обрання Епіфанія предстоятелем ПЦУ на нього почалась інформаційна атака з неправдивих даних, вирваних із контексту. Для спростування на офіційному сайті Київської єпархії розмістили повідомлення: «Митрополит Епіфаній висловлював ті самі думки, що і у всіх публічних виступах: Українська Церква виступає проти насильства і розпалення ворожнечі, вона відкрита до діалогу; ніякого „захоплення Лаври“ не може бути, а розмови про „захоплення“ мають на меті сіяти напругу в суспільстві. Церква дотримується біблійної позиції, визначаючи одностатеві стосунки як гріх, і цю думку поділяє більшість українського суспільства. Також Церква не втручається у політичний процес та не вказує своїм вірним, яких кандидатів чи партії слід підтримувати.»

### Ставлення до ЛГБТ
Предстоятель ПЦУ митрополит Епіфаній (Думенко) впевнений, що представники ЛГБТ не можуть причащатися: «У нас є чітка позиція — не тільки Української православної церкви, а і Всеукраїнської ради церков — з приводу цього питання. Церква чітко розрізняє, де є гріх. Ми не можемо гріх назвати добром. Є людина, до якої ми ставимося з любов'ю. Але є гріх, який ми повинні присікати і говорити про нього відкрито. Є спосіб життя, який несумісний із християнськими поглядами. Тому є позиція Православної церкви, є звернення Всеукраїнської ради Церков, і в цьому питанні ми є непохитними. Тому що ми базуємося на основах Священного Писання, де чітко говориться про те, що це є гріхом. І ми не можемо як Церква назвати це добром. Тому люди повинні каятися в своїх гріхах, виправляти свої помилки. І якщо людина покається, якщо вона це визнає, то звичайно, вона може брати участь у таїнствах».

### Стамбульська конвенція, домашнє насильство і гендерна ідеологія
За словами Митрополита Епіфанія ПЦУ словом і ділом підтримує рівність прав жінок і чоловіків, захист кожної людини від домашнього насильства та право людини на життя, але проти нав'язування гендерної ідеології, зокрема проти ратифікації Стамбульської конвенції.
«XX століття показало, до яких згубних наслідків приводить впровадження ідеологій, які є нетерпимими до іншої позиції, в життя держав. Чи варто знову над суспільствами ставити експеримент лише тому, що це „новомодні огні“, якими нас вчергове хочуть „просвітити“? Сто років тому під гаслами прогресу та новітніх досягнень науки нам вже було нав'язано марксистсько-більшовицьку класову ідеологію, і всякий, хто висловлював сумнів у її засадах, ставав „ворогом народу“. Ми не хочемо, щоби Україна перетворилася у державу, де під гаслами боротьби за свободу і права будуть переслідувати, накладати штрафи, обмежувати і права, і свободу. Тому ми послідовно виступаємо проти ініціатив, мотивованих „гендерною ідеологією“, зокрема і проти ратифікації Стамбульської конвенції», — сказав митрополит.
«[…] ми не можемо сприймати і схвалювати виключно ідеологічно мотивоване трактування терміна „гендер“ не як еквівалент природної статі, чоловічої чи жіночої, а як особисте переконання», — зазначив митрополит Епіфаній.
Він згадав 15 статтю Конституції України: «Жодна ідеологія не може визнаватися державою як обов'язкова» і зазначив, що в українське законодавство намагаються внести елементи гендерної ідеології, як обов'язкові. Також він зауважив що Рада церков і релігійних організацій всіляко підтримувала законодавчі ініціативи, які були вже ухвалені, щодо боротьби з домашнім насильством, де механізми вже запроваджені кращі, ніж передбачає стамбульська конвенція.
На думку митрополита Епіфанія за фасадом назви Стамбульської конвенції вкладено низку цілком ідеологічних речей і тому, попри вже забезпечені законами України механізми захисту і попередження від домашнього насильства, ратифікацію конвенції знову і знову лобіюють. Предстоятель ПЦУ закликав усіх від кого це залежить, бути відкритими до конструктивного діалогу та почути цю позицію.
20 серпня під час робочої зустрічі Всеукраїнської Ради Церков і релігійних організацій з Прем'єр-міністром України Денисом Шмигалем та іншими членами Уряду у Клубі Кабінету Міністрів митрополит Епіфаній виступив із промовою, у якій наголосив неприйнятність внесення у навчальний специфічні гендерні теорії.
«Рада (Церков) не раз послідовно й аргументовано критикувала наполегливі намагання внести у навчальний процес ідеологічні засади, засновані на специфічних гендерних теоріях. Ми завжди виступали і будемо виступати за рівність суспільних прав та можливостей жінок і чоловіків, але коли під виглядом боротьби за таку рівність ми бачимо наполегливі спроби нав'язати, зокрема і дітям та підліткам, штучні ідеологічні конструкції — ми не можемо не реагувати і будемо це робити», — сказав митрополит Епіфаній.
Митрополит прокоментував тему боротьби проти домашнього насильства: «Рада підтримує таку боротьбу, сприяла ухваленню відповідних законів. Але на підставі аналізу та досвіду ми дійшли твердого переконання, що так звана Стамбульська конвенція лише використовує тематику домашнього насильства для впровадження у національні законодавства ідеологічно мотивованих правил, заснованих на протиприродному трактуванні статі». «Ми знову і знову спостерігаємо наполегливі намагання, зокрема зовнішні, поступово впровадити в Україні цю ідеологію, як обов'язкову, що суперечить загальній конституційній нормі, яка забороняє встановлення обов'язкової ідеології. Тому наша Рада вважає, що Стамбульська конвенція не повинна вноситися на ратифікацію і просимо уважно поставитися до аргументів на користь такого рішення», — підсумував митрополит Епіфаній.
Митрополит Епіфаній 9 лютого 2021 року під час зустрічі з Надзвичайним і Повноважним Послом Французької Республіки в Україні Етьєном де Понсеном зазначив, що ми прагнемо бути частиною європейської цивілізації, однак, є речі, які українські релігійні спільноти, як і суспільство в цілому, прийняти не можуть. Коли мова йде про рівність прав жінок і чоловіків, право людини на життя чи про захист від домашнього насильства — ми щиро засвідчуємо підтримку цих засад. Однак, ми не сприймаємо і не схвалюємо очевидно ідеологічно мотивованого тлумачення терміна «гендер», яке міститься у Стамбульській конвенції не у значенні чоловічої чи жіночої статі, а як особисте переконання.
1 березня 2021 року Епіфаній зустрівся з керівником Постійної делегації Верховної Ради України у Парламентській асамблеї Ради Європи Марією Мезенцевою, членом Постійної делегації Мариною Бардіною і радником керівника делегації з міжнародних питань Богданом Веселовським. Було зазначено, що релігійні спільноти України всіляко підтримують протидію домашньому насильству та виступають за рівність прав жінок і чоловіків, однак не сприймають закладені у конвенцію ідеологічно забарвлені поняття «гендеру» та «гендерної ідентичності», що може призвести до тлумачення статі, як певне особисте переконання. На думку релігійних діячів, схвалення таких поглядів в майбутньому може призвести до серйозних і цілковито неприйнятних наслідків, що вже зараз можна спостерігати на прикладі деяких інших країн.

### Демографія України
Митрополит Епіфаній 24 квітня 2021 року на зустрічі із прем'єр міністром України Денисом Шмигалем закликав підтримувати інститут сім'ї. «Ми не раз вже висловлювали обґрунтовані застереження щодо ратифікації Стамбульської конвенції та інших подібних речей, обумовлених просуванням так званої гендерної ідеології… якби на питання подолання демографічної кризи було б спрямовано хоча би половину тих зусиль, які було ззовні та зсередини витрачено на просування конвенції — ми вже зараз могли б бачити реальні зрушення у боротьбі з вимиранням України», — сказав предстоятель ПЦУ. Він заявив, що питання формування цілісної, довгострокової сімейної політики держави, подолання демографічної кризи, яка триває вже третє десятиліття, потребує уваги. «На наше спільне переконання без цього більшість реформ втрачають сенс. Якщо протягом життя одного-двох поколінь населення України скоротиться вдвічі, а потім український народ демографічно просто зникне — для кого будуть потрібні плоди реформ? Вже зараз число працюючих істотно нижче за число пенсіонерів. Мільйони людей працездатного віку виїхали закордон на заробітки і значна частина з них не планує повернутися. Тож якщо колись нас було 52 мільйони, то тепер реально нас навіть не 40 мільйонів», — сказав Епіфаній.
Предстоятель ПЦУ запропонував лист із конкретними пропозиціями з цієї проблематики.
- створення чи реорганізація відповідного центрального органу виконавчої влади — міністерства чи державної служби — у справах сім'ї та подолання демографічної кризи;[104]
- підготовка пропозицій за участю науковців та експертів, батьківського середовища, релігійних та громадських організацій для Державної програми подолання демографічної кризи та підтримки сім'ї;[104]
- ухвалення такої Державної програми та забезпечення її реалізації.[104]

### Піст
2019 року митрополит звернувся сказав такі слова: «„Хіба є гріх у тому, що я з'їм м'ясо?“, „Хіба Бог дивиться до мене в тарілку?“. Такі запитання можна почути від критиків постового харчування. Безперечно, що їсти, саме собою, не є гріхом, однак, якщо ми на деякий час не можемо добровільно стримати себе від смачної та звичної для нас їжі, як ми зможемо себе стримати від гріховних звичок? Стриманість тіла допомагає нам опановувати наші пристрасті, виховує силу волі, привчає до того, що душа спрямовує тіло, а не тіло має душу за свою прислужницю. Ми їмо, щоб жити, а не живемо, щоб їсти, і піст дозволяє нам замислитися: що насправді є первинне й головне, а що — другорядне. Піст потрібен не Богові чи Церкві, а він потрібен нам самим»

### Бог
«Бог має єдину божественну природу, недосяжну для повноти нашого пізнання і розуміння, і всі властивості цієї природи, про які знаємо з Одкровення Божого, — духовність, тобто відсутність будь-якої матеріальності, вічність, всемогутність, всюдиприсутність, благість та вседосконала довершеність — однаковою та рівною мірою властиві усім трьом Особам, Отцю, Сину і Святому Духу.
По божеству Вони нічим не відрізняються, маючи розрізнення лише за особистісними, іпостасними властивостями. Отець є ненародженим та є єдиною причиною Сина і Духа Святого. Син предвічно народжується від Отця, а Дух Святий — предвічно ісходить від Отця. При цьому, як знаходимо пояснення у святих отців, вживаючи слова „народжується“ та „ісходить“, ми лише свідчимо те, що сказано про Сина і Святого Духа в Писанні, у Божественному Одкровенні. Ми не можемо проникнути розумом в те, чим у сутності та повноті своїй є предвічне народження чи предвічне ісходження, але свідчимо, що одне відрізняється від іншого — бо не двоє народжуються і не двоє ісходять, але і одне, й інше мають свій початок від Отця.
Отже, Дух Святий є Бог, у всіх природних якостях і властивостях рівний Отцю і Сину, єдиний з Ними у божестві, а водночас є унікальною Особою, з якою можливі та необхідні особисті відносини.»

### Благодатний Вогонь
У інтерв'ю для 5-го каналу митрополит Епіфаній сказав, що Святе Світло просто виносять і освячують, як і воду освячують, а пред тим наливають, хоча дехто вірує в чудесне сходження вогню. «Як приблизно ми освячуємо на Йордан воду: є речовина, є вода. Вона ж не виникає просто. Не твориться чудо. Священник не створює воду як таку, він просто освячує її, і вона отримує благодатну силу. Так само і з Благодатним вогнем. Він просто виноситься з Гробу Господнього… дехто вірить, що воно чудесним чином [сходить], але це більшою мірою спомин того першого чуда, яке було звершено в певний момент. І на знак цього воно відбувається кожного року».

### Революція Гідності
«Саме завдяки Революції Гідності ми отримали довгоочікуваний Томос, документ про Автокефалію нашої Православної Церкви в Україні. Про цей час мріяли та очікували багато поколінь наших попередників, але ми з вами стали безпосередніми учасниками, співтворцями та творцями. Всі ми разом: і Церква, і ви — ті активні учасники подій, робили все задля того, щоб цей час настав і зараз ми констатуємо, що маємо Незалежну Помісну Українську Православну Церкву»

### Ставлення до митрополита Онуфрія
Щодо митрополита Онуфрія митрополит Епіфаній сказав наступне: «Ще до об'єднавчого Собору ми перетинались на державних заходах. Але після обрання мене предстоятелем ми навіть не перетинались. Я вважаю, що вести з ним переговори — нереально. Це людина, яка на 100 % віддана інтересам російської церкви і російської держави. Тому вести з ним переговори про об'єднання дуже складно»

### РПЦ
«РПЦ в Україні є останнім форпостом Путіна. Тому що церква проникає глибоко в душі православних українців. І ми це реально бачимо, наскільки церква зомбує їх у цьому напрямку. Є багато тих, які зараз практично розуміють, але й до кінця не розуміють, що насправді відбулося. Вони переконані, що те, що відбулося, то це відбулося в неканонічний спосіб, що Вселенський патріарх зробив це неправильно, він не мав права і так далі» і передбачив, що російський вплив поступово втратить свою силу в результаті незалежності українського православ'я.

### Росія
Російська Федерація чинить тиск і «активно використовує церкву як інструмент на зовнішньому напрямку. Тобто церква діє разом з російською державою».

### Війна
Митрополит впевнений, що російсько-українська війна припиниться тоді, «коли з Донбасу будуть виведені російські війська. Тоді в Україні справді запанує мир і ми самостійно у своїй хаті розберемося з тими проблемами, які, можливо, й існують».
Митрополит Епіфаній засудив дії патріарха Російської православної церкви Кирила (Гундяєва), який 13 березня на недільній літургії передав так звану Серпневу ікону Божої Матері очільнику Росгвардії Віктору Золотову, який бере участь у війні проти України. Митрополит Епіфаній сказав: «Вручення в неділю на літургії очільником Московського патріархату Кирилом Гундяєвим директору Росгвардії ікони та побажання „благословення“ вбивцям і душогубам — духовний злочин. Позицію глави РПЦ, який підтримав агресію проти України, мають засудити всі релігійні лідери світу!».

### Мир
12 жовтня 2020 року під час освячення пам'ятного хреста в честь полеглих українських військовослужбовців митрополит Епіфаній сказав: «Ми молимось, щоб Господь послав нам справедливий мир. Справедливий, а не будь-який мир, тому що мир у неволі нам не потрібен. Нам потрібен справедливий мир у своїй незалежній, єдиній Українській державі»

### Сталін
У день пам'яті жертв політичних репресій Митрополит Епіфаній сказав: «цей історичний приклад має моральну складову, яка показує, як гріх може зруйнувати душу людини, як із колишнього семінариста, яким був Йосип Сталін, можна стати жорстоким катом та вбивцею мільйонів, очільником і ватажком цілої плеяди таких самих катів та людиновбивць».

### Ставлення до Степана Бандери
Під час свого візиту до Львова митрополит Епіфаній шанобливо згадав Степана Бандеру, назвавши його генієм українського національного і націєтворчого духу. А також сказав, що «коли нас називають бандерівцями, то ми цим пишаємося». «Для декого таке найменування є лайливим, але для нас це честь. Бо наша земля породила таких славних героїв, які колись казали, що прийде час і один буде говорити „Слава Україні!“, а мільйони відповідатимуть „Героям Слава!“. Ми з вами дочекалися цього часу, тому повинні радіти, що є спадкоємцями наших героїв та маємо можливість осягнути і продовжувати те, що вони накреслили», — додав митрополит Епіфаній. Цікаво, що митрополит Епіфаній є лідером православних християн, тоді як Степан Бандера був греко-католиком.

### Вшанування військовослужбовців
Під час святкування 30-ї річниці третього відновлення УАПЦ 17 серпня 2019 року митрополит Епіфаній відвідав Личаківський цвинтар де разом з духовенством і вірянами ПЦУ молитовно вшанував українських воїнів. «Ми шануємо і згадуємо у своїх молитвах славних героїв, які відійшли у вічність, які мужньо боролися за територіальну цілісність нашої держави. Полеглі захисники зробили велику самопожертву — віддали своє життя заради рідної країни, заради своїх ближніх, адже як навчав Господь наш Ісус Христос: „Немає більше від тієї любови, як хто душу свою покладе за друзів своїх“ (Ін. 15: 13). … Ми віримо, що Господь дав їм нетлінний вінець за той подвиг, який вони звершили. За ту любов, яку вони проявили до Батьківщини, до своєї родини і до кожного із нас. Тому сьогодні ми всі схиляємо голови перед вами, славними батьками, які виховали справжніх патріотів, які не словом, а ділом і власним життям засвідчили, що вони мають ту найвищу любов, про яку сказав Сам Ісус Христос», — сказав блаженнійший Епіфаній.

### Російсько-українська війна
Після вторгнення РФ в Україну в лютому 2022 року та ескалації російсько-української війни архієпископ Даниїл Української православної церкви США повідомив, що Епіфаній планує залишитися в Україні під час бойових дій.
Митрополит неодноразово засуджував дії Росії, звертаючись за допомогою до міжнародної спільноти і запропонував другий Нюрнберзький процес переслідувати злочини, скоєні проти України. Разом з іншими місцевими єпископами він запропонував їхні храми як укриття від бомбардувань. Він також звернувся до Патріарха Московського Кирила з проханням організувати репатріацію загиблих російських воїнів в Україну. Митрополит стверджував, що є ціллю російських військ.

## Нагороди

### Державні та світські
- Орден «За заслуги» III ст. (22 липня 2008) — за вагомий особистий внесок у розвиток духовності в Україні, багаторічну плідну церковну діяльність та з нагоди 1020-річчя хрещення Київської Русі[127]
- Орден «За заслуги» II ст. (1 грудня 2015) — за значний особистий внесок у державне будівництво, соціально-економічний, науково-технічний, культурно-освітній розвиток Української держави, вагомі трудові досягнення, багаторічну сумлінну працю[128]
- Почесна грамота Кабінету Міністрів України (2010);
- Нагороджений грамотою Верховної Ради України (2017), відзнаками Міністерства оборони України, Міністерства внутрішніх справ України, командування сухопутних військ України, відзнаками Національного педагогічного університету ім. М. П. Драгоманова[14];
- Орден «Неопалима купина» Державної служби з надзвичайних ситуацій України (2019)[129];
- Нагрудний знак «За сприяння війську» (2022)[130];
- Премія імені Івана Огієнка (2024)[131];
- медаль «Захисникам Києва» від Угруповання сил і засобів оборони міста Київ (2024)[132];
- медаль князя Василя-Костянтина Острозького від Національного університету «Острозька академія» (2024)[133];
- орден Августина Волошина від Карпатського університету імені Августина Волошина (2024)[134].

### Церковні
- Орден Святого Рівноапостольного князя Володимира Великого III ступеня (2009);
- Орден святого архістратига Божого Михаїла (2010);
- Орден святого хреста Чорногорської Православної Церкви (2011);
- Орден Христа Спасителя (2015).
- Премія Патріарха Афінагора в галузі прав людей від Ордену святого Андрія — Архонтів Вселенського патріархату в Америці (2019)[135].
- Великий Хрест Ордена святого апостола і євангелиста Марка Олександрійського патріархату (2023)[136]
- Орден Святого Агнця Командора І ступеня з зіркою Православної церкви Фінляндії (2023)[137]

### Праці
Книги:
- Епіфаній (Думенко), архієп. На шляху до спасіння : [проповіді, слова, послання, промови, доповіді, інтерв'ю] / архієпископ Епіфаній (Думенко). – Київ, 2012. – 692,  с.

Переклади:
- Апостольські постанови //пер. укр. мовою, вступ. ст. єпископа Епіфанія (Думенко) ; [літ. ред. О. Мирончук] ; Київ. православна богословська акад. УПЦ КП. — Київ: Видавничий відділ Української Православної Церкви Київського Патріархату, 2011. — 282 с.[138]
- Мужі апостольські: збірка писань мужів апостольських у перекладі українською мовою викладачів та аспірантів Київської православної богословської академії / під. ред. Святійшого Патріарха Київського і всієї Руси–України Філарета ; [автор вступу та передмов до книг прот. Олександр Трофимлюк]. — К. : Видавничий відділ УПЦ Київського Патріархату, 2010. — 304 с. — автор перекладу українською мовою «Вчення дванадцятьох апостолів» з давньогрецької мови[139]

Докторська дисертація:
- Думенко С. П. Формування церковно-канонічних збірників в Донікейський період та їх характеристика: : дис… канд. богосл. наук / Думенко Сергій Петрович. — Київ, 2003. — 190 с.

Статті:
- Епіфаній (Думенко), архім. Вчення дванадцятьох апостолів — Дідахі.[140]
- Епіфаній (Думенко), митр. Архієпископ Арсеній (Берло) — засновник Переяславського колегіуму До ювілею Переяславського колегіуму (1734—2014) / Епіфаній (Думенко) митрополит. /Православ'я в Україні: збірник матеріалів IV Міжнародної наукової конференції (18-19 листопада 2014)// ред.: митроп. Переяслав-Хмельницького і Білоцерківського Епіфанія (Думенка), прот. Віталія Клоса — К. : Київська православна богословська академія, 2014. — С. 524[141]
- Епіфаній (Думенко), митр. До історії Переяславської єпархії // Труди КДА: богословсько-історичний збірник Київської православної богословської академії УПЦ Київського Патріархату / ред. кол.: митр. Переяслав-Хмельницький і Білоцерківський Епіфаній (Думенко) (гол. ред.) [та ін.]. — [К.], 2014. — № 13. — С. 164—168.
- Епіфаній (Думенко), митр. Право на автокефалію Української Православної Церкви // Труди КДА: богословсько-історичний збірник Київської православної богословської академії УПЦ Київського Патріархату / ред. кол.: митр. Переяслав-Хмельницький і Білоцерківський Епіфаній (Думенко) (гол. ред.) [та ін.]. — [К.], 2018. — № 18. — С. 10 — 23.[142]
- Епіфаній (Думенко), митр. Постать священномученика Макарія, Митрополита Київського і всієї Руси, в історії Української Православної Церкви // Труди КДА: богословсько-історичний збірник Київської православної богословської академії УПЦ Київського Патріархату / ред. кол.: митр. Переяслав-Хмельницький і Білоцерківський Епіфаній (Думенко) (гол. ред.) [та ін.]. — [К.], 2017. — № 17. — С. 5 — 12.[143]
- Епіфаній (Думенко), митр. Обрання першоієрархів-українців на Київську кафедру як шлях до автокефалії Української Православної Церкви // Труди Київської Духовної Академії: науковий збірник Київської православної богословської академії / ред. кол.: митр. Переяслав-Хмельницький і Білоцерківський Епіфаній (Думенко) (гол. ред.) [та ін.]. — [К.], 2016. — No 16 (188). — С. 5–17.
- Епіфаній (Думенко), митр. Чи довго ще в українських душах буде нишпорити рука Москви? 2015.
- Думенко С. Стопами апостола Павла в Греції [Електронний ресурс] / Сергій Думенко. — 2007. — Режим доступу до ресурсу: https://logos.at.ua/publ/1-1-0-4.[144]
- Думенко С. Авторитет і сила священних канонів [Електронний ресурс] / Сергій Думенко. — 2007. — Режим доступу до ресурсу: https://logos.at.ua/publ/1-1-0-2[145]
- Думенко С. Правила святих Отців перших століть. Правила святого Петра Олександрійського. [Електронний ресурс] / Сергій Думенко. — 2007. — Режим доступу до ресурсу: https://logos.at.ua/publ/1-1-0-196[146]
- Думенко С. Правила святих Отців перших століть. Правила святого Григорія Неокесарійського. [Електронний ресурс] / Сергій Думенко. — 2007. — Режим доступу до ресурсу: https://logos.at.ua/publ/1-1-0-195[147]
- Думенко С. Правила святих Отців перших століть. Правила святого Діонісія Олександрійського. [Електронний ресурс] / Сергій Думенко. — 2007. — Режим доступу до ресурсу: https://logos.at.ua/publ/1-1-0-137[148]
- Думенко С. Вплив держави на адміністративний устрій Древньої Церкви. [Електронний ресурс] / Сергій Думенко. — 2007. — Режим доступу до ресурсу: https://logos.at.ua/publ/1-1-0-136[149]
- Думенко С. Церковні Канони святих Апостолів. [Електронний ресурс] / Сергій Думенко. — 2007. — Режим доступу до ресурсу: https://logos.at.ua/publ/1-1-0-135[150]
- Думенко С. Святі Метеори — чернеча держава в горах. [Електронний ресурс] / Сергій Думенко. — 2007. — Режим доступу до ресурсу: https://logos.at.ua/publ/1-1-0-133[151]
- Думенко С. Таємничий острів Патмос — Егейський Єрусалим.[Електронний ресурс] / Сергій Думенко. — 2007. — Режим доступу до ресурсу: https://logos.at.ua/publ/1-1-0-120[152]
- Думенко С. Афон і Україна — духовна єдність.[Електронний ресурс] / Сергій Думенко. — 2007. — Режим доступу до ресурсу: https://logos.at.ua/publ/1-1-0-48[153]

Доповіді:
- Епіфаній (Думенко), архієп. Християнство на землях сучасної України на початковому етапі : доповідь на Науковій богословсько-історичній конференції, присвяченій 1150-літтю утворення Київської Митрополії при князі Аскольді (Київ, 15 листопада 2012 року) // На шляху до спасіння: [проповіді, слова, послання, промови, доповіді, інтерв'ю]. — К., 2012. — С. 672—680.
- Епіфаній (Думенко), митр. Хрещення Київської Руси-України та виникнення і розвиток церковно-освітніх закладів Православної Церкви, 2013.[154]

### Публікації про Епіфанія
- Василь Уліцький. Митрополит Епіфаній особисто завантажував фури на фронт. Газ. «Цікава газета на вихідні», 20 грудня 2018 р., с. 4.
- Митрополит Епіфаній розповів, коли закінчиться війна на Донбасі і навіщо нам ЄС та НАТО[155].

## Мови
Володіє українською, грецькою, англійською, російською мовами.